# Vinkeldiameter
Vinkeldiametern hos ett objekt sett från en observatör är den "visuella diametern" hos objektet mätt som en vinkel. Inom astronomin är storleken på objekt i stjärnhimmeln ofta uttryckta i form av dess vinkeldiameter sett från jorden, snarare än deras faktiska storlek. Vinkeldiametern hos jordens bana runt solen, sedd från ett avstånd av en parsec, är 2" (två bågsekunder). Från en observatör på ett avstånd av ett ljusår har solen en vinkeldiameter på 0,03" och jorden 0,0003".

## Beräkning

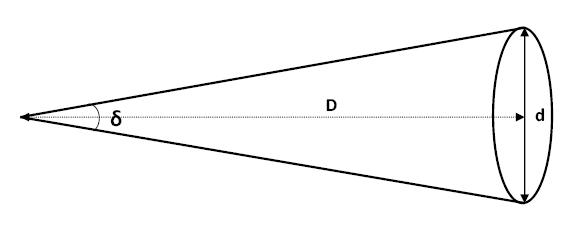
Diagram över formeln för vinkeldiameter

Vinkeldiametern hos ett objekt kan beräknas genom följande formel:
{\displaystyle \delta =2\arctan \left({\frac {1}{2}}\,d/D\right),}
där {\displaystyle \delta } är vinkeldiametern, {\displaystyle d} och {\displaystyle D} är den visuella diametern och avståndet till objektet, uttryckta i samma enheter. När {\displaystyle D} är mycket större än {\displaystyle d} kan {\displaystyle \delta } approximeras av {\displaystyle \delta =d/D} där resultatet fås i radianer.
För ett sfäriskt objekt vars verkliga diameter är lika med {\displaystyle d_{\text{act}}}, kan vinkeldiametern fås genom formeln:
{\displaystyle \delta =2\arcsin \left({\frac {1}{2}}\,d_{\text{act}}/D\right);}
I praktiska sammanhang är skillnaden mellan {\displaystyle d} och {\displaystyle d_{\text{act}}} bara avgörande för sfäriska objekt som befinner sig relativt nära observatören.